# Jean Salazar
Pour les articles homonymes, voir Salazar.
Jean (de) Salazar  est un mercenaire célèbre du Moyen Âge, pendant la guerre de Cent Ans.

Armoiries famille de Salazar

## Biographie
On a dit de lui qu’il était « gentilhomme à la cape trouée, léger d’argent non moins que de scrupules ».
Né vers 1410 en Biscaye, il aurait rejoint vers 1428, la bande d’écorcheurs de Rodrigue de Villandrando.
Capitaine, il rejoint avec Jean de Dunois en octobre 1428 Orléans assiégée par les Anglais et participe à la défense de la ville avec Jeanne d'Arc. Il la suit dans toutes ses batailles, et fait partie de l’armée du roi qu’elle conduit au sacre à Reims.
En 1430, il retrouve Villandrando et participe le 11 juin à la bataille d'Anthon. Par la suite, il participe au siège de Lagny, en février 1434 à celui de Mont-Saint-Vincent contre le duc de Bourgogne et enfin à la libération de Paris en avril 1436 dont les Anglais sont chassés.
Sans emploi, la bande de Villandrando s’établit en Languedoc où elle se livre au pillage. Charles VII envoie son fils le dauphin pour rétablir l’ordre mais Villandrando passe en Espagne appelé par le roi de Castille pour réprimer un soulèvement général. Villandrando resté en Espagne, Salazar ramène ses troupes en France et s’établit dans le Lauragais.
En 1440, il se met au service des grands seigneurs révoltés comme Georges Ierde La Trémoille, son futur beau-père lors de la Praguerie. Il brûle l’église de Massiac mais, acheté, rejoint les troupes royales.
Il épouse le 31 octobre 1441 à Sully-sur-Loire Marguerite, dame de Saint-Fargeau, qui décède le 25 décembre 1457 à Saint-Just-en-Champagne, fille naturelle de Georges de La Trémoille.

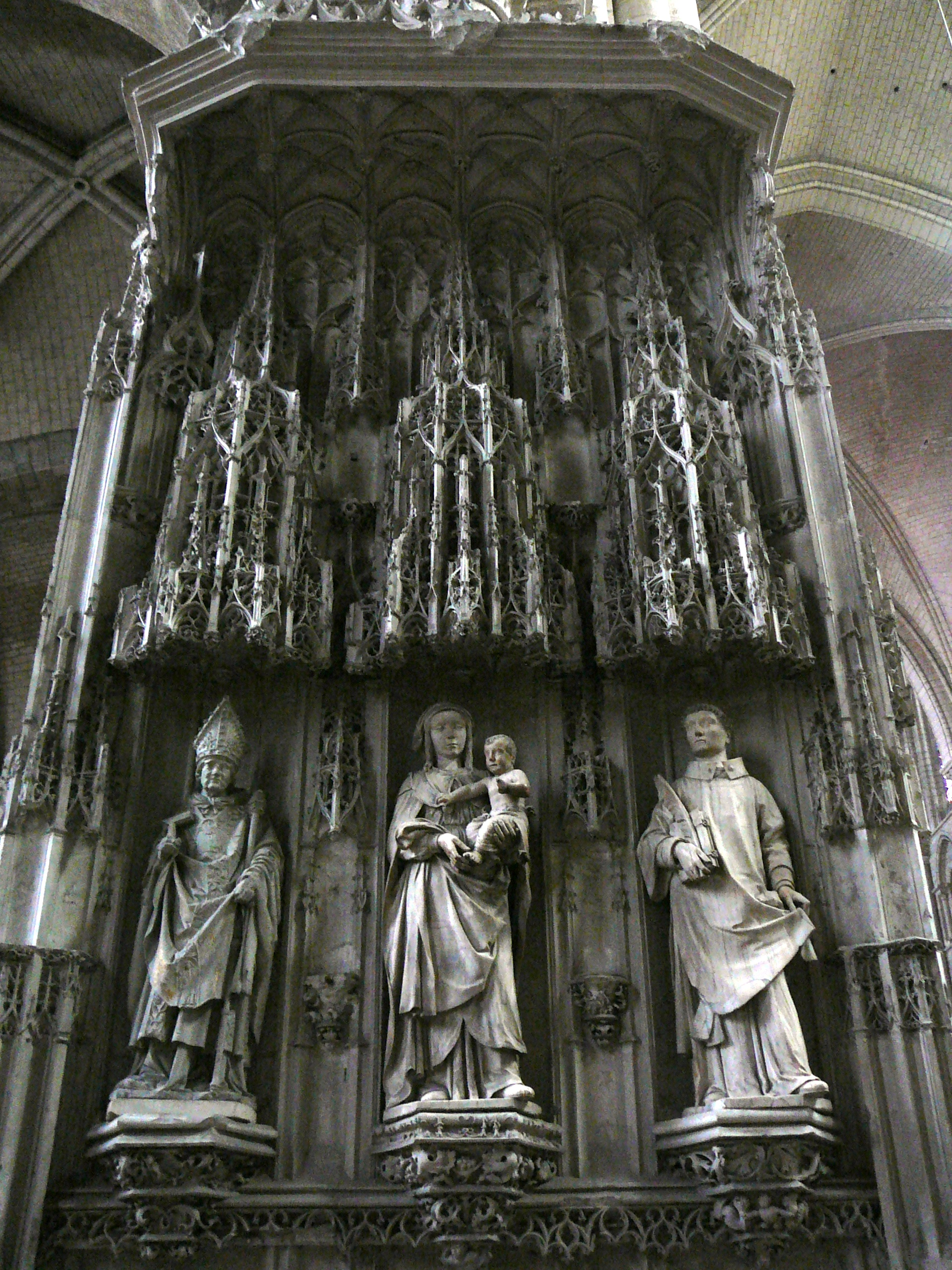
The monument of Salazar

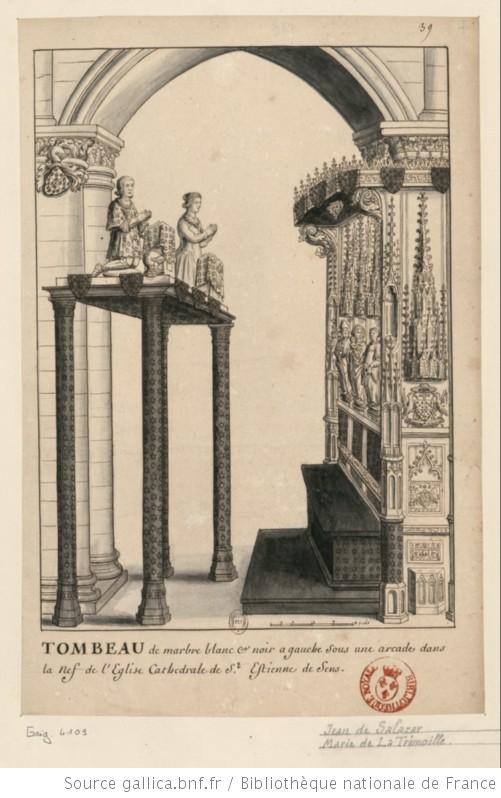
Tombeau de Jean et de son épouse.

En 1443, après le siège de l'Isle-Jourdain, et la défaite de Jean d’Armagnac battu par le dauphin il se met au service de ce dernier. La même année, il achète la seigneurie de Chaudes-Aigues à Jean duc de Bourbon qu'il revendra en 1450 à Charles Ier de Bourbon.
En 1444, il accompagne le Dauphin chargé de mener hors du royaume les bandes de « routiers » vers la Suisse puis vers Bâle. Il est défait à Farnsburg, ce qui lui vaut une disgrâce. À la mort de Charles VII, Louis XI lui rend son commandement de la compagnie des Espagnols de 100 lances.
En juin 1463, il conquiert avec le sénéchal de Carcassonne le comté de Cerdagne.
Pendant la guerre de la ligue du Bien public, en 1465, il est chargé de l’avant-garde de l’armée royale pour harceler l’ennemi et remonte la rive gauche de la Seine, puis participe le 16 juillet 1465 à la bataille de Montlhéry où il porte secours à Louis XI en danger.
En 1468, il commande quatre cents lances et six mille archers, pour les Liégeois, qui se révoltent contre leur évêque.
En 1472, il participe à la défense de Beauvais contre les troupes de Charles le Téméraire.
En 1477, il participe à la conquête de la Franche-Comté et est gouverneur de Gray. Il est grièvement brûlé dans la ville en flammes lors de sa reprise par les Bourguignons (Comtois) et ne parvient à s’échapper que de justesse.
Il meurt à Troyes, le 12 décembre 1479. Il fut inhumé dans l'église du Prieuré de Macheret à Saint-Just-Sauvage. Les restes de son tombeau sont conservés à la cathédrale Sens.
Il fut capitaine d'une compagnie de cent lances, écuyer du roi, seigneur de Grandglise, Chaudes-Aigues, Saint-Just-Sauvage, Libourne, Mortagne[Lequel ?], Laz, Lonzac et Issoudun.
Les points communs avec son chef Villandrando sont nombreux, comme lui il épousa la bâtarde d’une grande famille noble mais son passage au service du roi lui conféra une forme de respectabilité qui lui apporta les honneurs et dont tira avantage sa famille.

## Descendance
Il fut surnommé le Grand Capitaine. Il a existé un autre Jean de Salazar, probablement un parent surnommé le petit Salazar.
Il fut marié trois fois :
- de sa première femme dont le nom est inconnu il eut un fils Louis de Salazar dit de Montaigne (x Catherine de Beaujeu dame de Montcoquier, d'Asnois et de Tanlay : postérité) ;
- de sa seconde femme, Marguerite de la Trémoille, fille de Georges Ier de La Trémoille :
  - Hector, seigneur de Saint-Just,
  - Galéas seigneur du Mex et de Laas (Loiret), (1497-1516),
  - Lancelot, seigneur de Marcilly,
  - Tristan de Salazar, archevêque de Sens (1470-1519) qui fit élever une chapelle dans la cathédrale de Sens à la mémoire de ses parents ;
- il se maria enfin avec Marie de Braque dont il eut :
  - Charles de Salazar, seigneur de Lonzac.

## Armoiries
Écartelé, aux 1 et 4, de gueules, à cinq étoiles à six rais d'or en sautoir ; aux 2 et 3, d'or, à cinq feuilles de panais de sable, également en sautoir.